# Davidius fujiama
Davidius fujiama är en trollsländeart som beskrevs av Fraser 1936. Davidius fujiama ingår i släktet Davidius och familjen flodtrollsländor. Inga underarter finns listade i Catalogue of Life.